# Clan Wallace
El clan Wallace és un clan escocès de les Terres Baixes i és reconegut oficialment com a tal pel rei d'armes Lord Lyon. El membre més famós del clan va ser el patriota escocès William Wallace de finals del segle xiii i principis del segle xiv.

## Història del clan

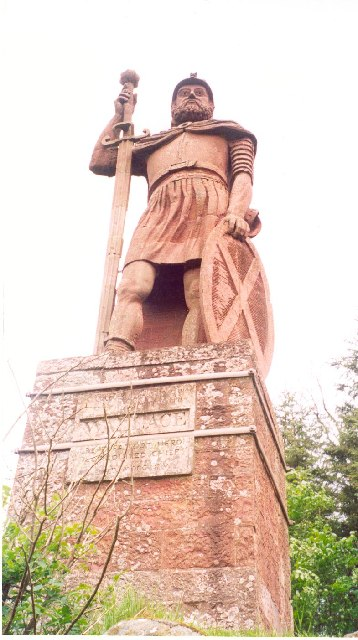
Estatua de William Wallace a Dryburgh

La família Wallace va arribar per primera vegada a Escòcia amb una família bretona al segle xi. David I d'Escòcia estava ansiós per estendre els beneficis de la influència normanda i va donar subvencions als nobles del sud. Entre ells hi havia Walter FitzAlan, que el rei escocès va nomenar el seu majordom el 1136. Un dels seguidors de FitzAlan va ser Richard Wallace d'Oswestry que va venir al nord per fer fortuna. Oswestry es troba a la frontera amb Gal·les. Per tant, és possible que el nom Wallace siga una corrupció de Le Waleis que significa «gal·lés». Una teoria similar és que el nom deriva de l'anglès antic wylisc (pronunciat «wullish»), que significa «estranger» o «Welshman» (gal·lés). Tanmateix, encara que és possible que els Wallace de la zona de Clyde foren originàriament britànics de Gal·les, que van arribar al nord amb David I d'Escòcia al segle XI, una altra teoria és que eren britànics que s'havien establert al regne d'Strathclyde, al segle x, com el terme «gal·lés» també es va utilitzar per als britànics celtes de parla cúmbrica d'aquesta zona.
El majordom va rebre del rei David terres a Ayrshire i va ser aquí on es va establir el seu seguidor Richard Wallace. A Richard Wallace se li va concedir la seva pròpia finca a Kyle, on s'afirma que el seu nom Richard encara es recorda en el topònim del poble de Riccarton. Richard Wallace (Walensis) tenia terres a Kilmarnock i era vassall de l'Alt Administrador d'Escòcia abans de 1160. El seu net era Adam Walays que al seu torn va tenir dos fills, el més gran dels quals el va succeir a les finques familiars a Ayrshire. El fill menor d'Adam va ser Malcolm Wallace que va rebre les terres d'Auchinbothie i Elderslie a Renfrewshire.

## Guerres d'independència d'Escòcia
Malcolm Wallace apareix al Ragman Rolls de 1296 fent lleialtat a Eduard I d'Anglaterra, però més tard va ser un dels pocs nobles escocesos que es va negar a sotmetre's a Eduard i, com a resultat, ell i el seu fill, Andrew, van ser executats. Segons algunes fonts, Malcolm era el pare del patriota escocès William Wallace, però el segell de William Wallace, redescobert el 1999, l'identifica com el fill d'Alan Wallace d'Ayrshire, que també apareix al Ragman Roll de 1296 com a "inquilí de la corona d'Ayrshire". La doctora Fiona Watson a "A Report into Sir William Wallace's connections with Ayrshire", publicat el març de 1999, revalora la vida primerenca de William Wallace i conclou: "Sir William Wallace era un fill menor d'Alan Wallace, un inquilí de la corona a Ayrshire" .
Durant les Guerres de la Independència d'Escòcia William Wallace i Andrew de Moray van començar una campanya de guerrilla militar reeixida contra els anglesos. El 1297 van guanyar una gran i sorprenent victòria sobre els anglesos a la batalla del pont d'Stirling, després de la qual Wallace va ser nomenat cavaller com a guardià d'Escòcia. Wallace també va estar al comandament a la Batalla de Falkirk el 1298, però allà va ser derrotat per la superioritat en nombre dels anglesos. Wallace va ser finalment capturat a Robroyston prop de Glasgow i lliurat a Eduard I Longshanks d'Anglaterra per un alt oficial de la llei escocès, Sir John Mentieth. Wallace va ser sotmès a un judici espectacle, en el qual va ser declarat culpable de traïció i penjat i esquarterat a Smithfield, Londres el 1305.

## Guerres frontereres
Els Wallace de Cragie, dels quals descendeix la branca major del clan, van obtenir els seus béns a finals del segle xiv, mitjançant el matrimoni amb l'hereva de Sir John Lindsay de Cragie. L'octubre de 1449, Sir John Wallace de Cragie va ser un comandant a la victòria sobre els anglesos, a la batalla de Sark. William Wallace de Carnell va ser assassinat a la batalla de Flodden el 1513.

## Segle XVII i guerra civil
La branca Wallace de Cragie descendeix de l'oncle del patriota, William Wallace, i el 1669 Hugh Wallace de Craigie va ser creat baronet de Nova Escòcia.
Un Wallace contemporani, James Wallace va servir com a capità sota el comandament del general Robert Monro quan va ocupar el castell Huntly del Clan Gordon el 1640. Un altre Wallace contemporani, Sir Hugh Wallace, un reialista va formar un regiment per al rei Charles Stuart durant la revolució puritana d'Oliver Cromwell.
El 1669 Hugh Wallace de Cragie, de la noblesa escocesa fou nomenat Baronet de Nova Escòcia sota el pla de Sir William Alexander de Menstrie per promoure aquesta part del Canadà com a colònia escocesa.
També al segle xvii, el matemàtic John Wallis va ser el primer a tractar matemàticament el concepte d'infinit i va obrir el camí per al desenvolupament del càlcul i el teorema del binomi en la seva obra de 1657 Arithmetica Infinitorum.

## Wallace al segle XIX
Al segle XIX, l'eminent naturalista i autor, Alfred Russel Wallace, va desenvolupar les seves pròpies teories sobre l'evolució, a partir dels seus estudis de flora i fauna a Amèrica del Sud i a les Índies Orientals, independentment de Charles Darwin. Ambdues teories es van publicar simultàniament el 1858. Thomas Wallace va exercir com a vicepresident de la Junta de Comerç Britànica, que el 1821 va reduir els drets imposats durant molt de temps a la fusta del Bàltic; l'acte va anunciar la fi del sistema mercantil que havia existit des que Anglaterra va establir colònies per primera vegada. El sociòleg Graham Wallas va ser un dels primers líders de la Fabian Society, juntament amb George Bernard Shaw, una organització que va promoure la «permeació pacífica i democràtica de la política (britànica) amb idees socialistes i col·lectivistes». Sir Richard Wallace va ser un gran col·leccionista de pintura, escultura i mobles, principalment francès del segle XVIII. Va llegar les seves col·leccions al poble de Gran Bretanya; després de la seva mort el 1897 es van conèixer com la National Wallace Collection.

## Cap del clan
L'actual cap del nom i armes de Wallace és Andrew Robert Wallace, fill de l'antic cap Ian Francis Wallace Of that Ilk, el darrer dels quals va morir el 14 de maig de 2016 a l'edat de 89 anys. Andrew Wallace és el 36é cap del clan Wallace.
Ian, l'antic cap, era el 35é cap del clan. Es va convertir en cap després de la mort del seu germà, el tinent coronel Malcolm Robert Wallace, el 9 de desembre de 1990.
Nascut el 28 de setembre de 1926, Ian és fill del coronel Robert Francis Hunter Wallace Of that Ilk i Euphemia Hoskyns. El 2 de febrer de 1963 es va casar amb Teresa Hyne Buckingham, filla del reverend Christopher Leigh Buckingham. Va estudiar a Stowe School, Buckingham, Buckinghamshire, Anglaterra. Es va graduar al New College, Universitat d'Oxford, Oxford, Oxfordshire, Anglaterra, amb un Màster en Arts. Va guanyar el grau de tinent al servei del Cos de Servei de l'Exèrcit Reial i de la Legió Àrab.
Ian vivia amb la seva família a Edimburg. Amb Teresa va tenir tres fills; Andrew Robert Wallace Of that Ilk, més jove, Henrietta Katherine Wallace i James Christopher Wallace".
Andrew Wallace va néixer el febrer de 1964, a només 500 iardes del lloc on William Wallace va ser executat. Encara que va néixer a Anglaterra i la seva mare és anglesa, sosté que és decididament escocès.

## Castells
Els castells que han pertangut al clan Wallace inclouen entre d'altres:
- El castell de Riccarton, Riccarton, Ayrshire rep el nom de Richard Wallace (Richard's Town).[7] Les terres estaven en poder dels Wallace des del segle xiii o abans i hi tenien un castell.[7] Es diu que Malcolm Wallace va néixer allà i ara una placa marca el lloc.[7]
- Wallace's Buildings, al poble d'Elderslie, Renfrewshire es diu que va ser el bressol del patriota William Wallace, fill d'Alan Wallace, encara que hi ha altres llocs que també s'han suggerit.[7] Va ser una propietat dels Wallace des del segle xiii fins al voltant de 1850.[7] Ara els edificis han estat enderrocats i només queda un túmul d'herba i un monument.[7]
- El castell de Craigie, Ayrshire, a quatre milles al sud de Kilmarnock data del segle xiii i consta d'una casa i un castell en ruïnes.[7] Va ser en mans del clan Lindsay, però va passar als Wallace de Riccarton el 1371.[7] Els Wallace de Riccarton van fer que Blind Harry reculli i enregistrés històries aquí sobre el patriota William Wallace.[7] El castell va ser abandonat cap al 1600 quan els Wallace es van traslladar a Newton a Ayr.[7]
- Craigie House, prop d'Ayr data de 1730 i va ser construïda pels Wallace de Craigie.[7] Es tracta d'una mansió de tres plantes amb una façana amb finestra de proa.[7] Va ser al clan Campbell el 1782 i va ser venut al consell local el 1942.[7] Més tard es va convertir en un centre de gestió per a la Universitat de Paisley i els terrenys estan oberts al públic.[7]
- La torre d'Auchenbathie, també coneguda com el castell d'Auchenbathie, prop de Beith, va ser controlada pels Wallaces de Elderslie, però ara només queden ruïnes.[7]
- El Castell de Busbie, també conegut com a Torre de Busbie, prop de Kilmarnock, Ayrshire, va ser controlat pels Wallace però més tard va passar als Mowat.[7]
- Carnell Estate, prop de Kilmarnock, Ayrshire, estava en mans dels Wallaces de Carnell.[7] William Wallace de Carnell va ser assassinat a la batalla de Flodden el 1513.[7]
- El castell de Crosbie, a prop de West Kilbride, Ayrshire, estava en mans dels Wallace i es diu que William Wallace, el patriota, es va refugiar aquí dels anglesos en un castell anterior.[7]
- El castell de Sundrum, prop d'Ayr, va ser tingut pels Wallace de Sundrum des de 1373 o abans.[7]

## Sets
No hi ha famílies del clan Wallace, només Wallace.
Algunes de les moltes maneres d'escriure el nom atribuït a la família són:
| - Wallace, el més comú - Wallis, el segon més comú - Walla - Wallais - Wallice - Wallang - Wallass - Wallayis - Wallays - Walleis | - Wallensis - Walles - Walleyis - Walleys - Walli - Wallis - Walls - Wallyis - Wallys - Walker | - Walois - Walys - Waces - Wal' - Walace - Walais - Walans - Walas - Walays - Wales | - Waleis - Walency - Walens - Walense - Walensen - Walensi - Walensis - Wales - Wylie - Waleyss | - Valance - Valensis - Valeyns - Vallace - Vallance - Valles - Valleyis - Vallibus - Uallas (gaèlic escocès) - Gadhel | - Galeis - Galeius - Gales - Galeys - Galleius - Grieve - Galleius - Galles - Gallia - Gallois | - Gaul - Gweddol |

## Escut d'armes dels caps

Escut d'armes

Armes dels Caps: Gules, un lleó rampant d'argent, armat d'atzur, un taulell de bordura componada d'atzur i d'argent.